# Oriolus bouroensis
L'oriolo guancenere (Oriolus bouroensis (Quoy e Gaimard, 1830)) è un uccello della famiglia degli Oriolidi.

## Distribuzione e habitat
Endemico delle Molucche, vive solamente nelle foreste tropicali dell'isola di Buru.
L'oriolo delle Isole Tanimbar, in passato considerato una sottospecie, è oggi inquadrato come specie a sé stante (Oriolus decipiens).